# Viaduc de Vernègues
 (octobre 2021).
Si vous disposez d'ouvrages ou d'articles de référence ou si vous connaissez des sites web de qualité traitant du thème abordé ici, merci de compléter l'article en donnant les références utiles à sa vérifiabilité et en les liant à la section « Notes et références ».
Le viaduc de Vernègues est un pont ferroviaire français, situé à Vernègues, dans les Bouches-du-Rhône. Long de 1 211 mètres, ce pont en poutre-caisson, achevé en 1998, porte la LGV Méditerranée.

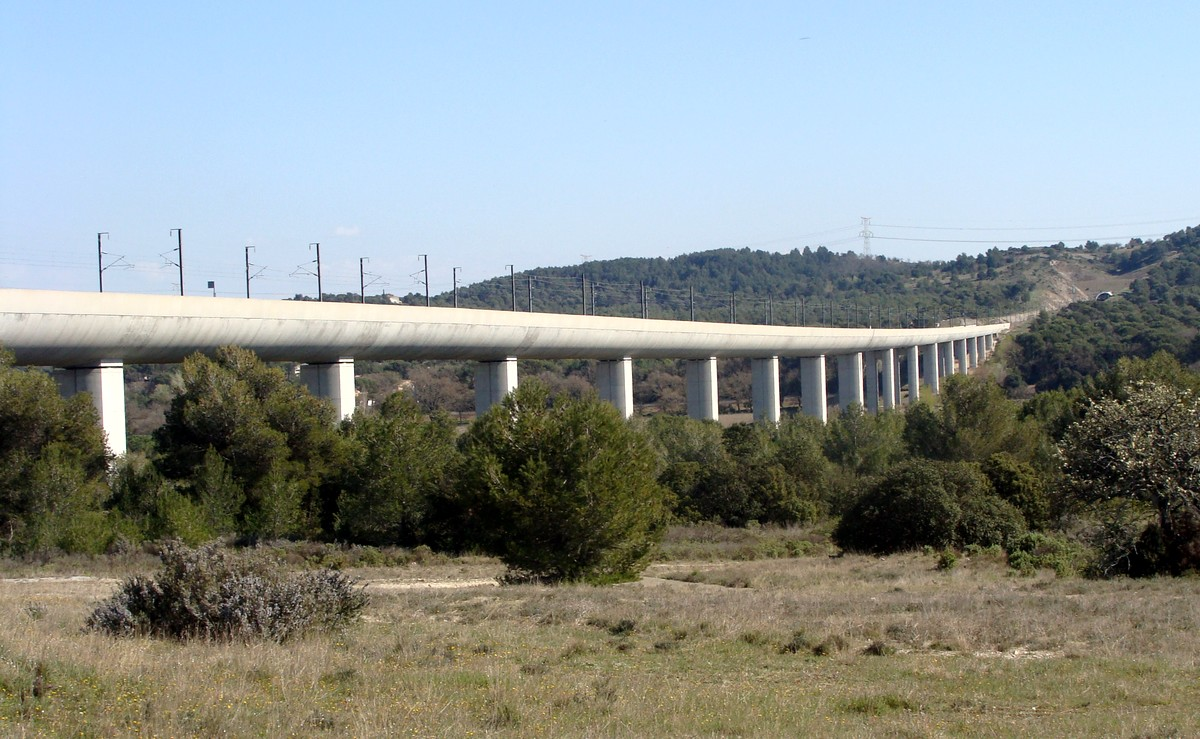
Vue du viaduc